# Obóz pracy w Starym Gralewie

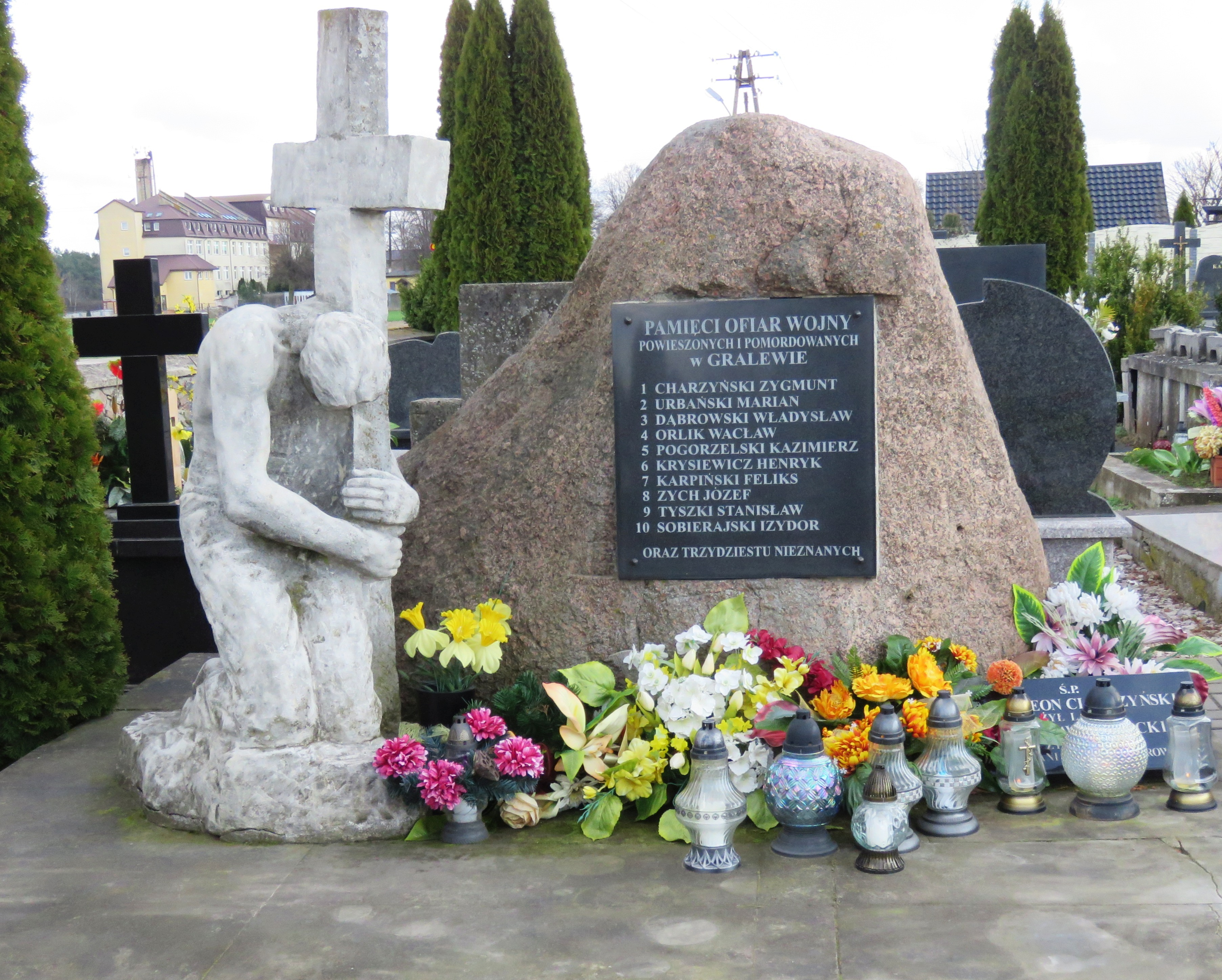
Mogiła na cmentarzu parafialnym

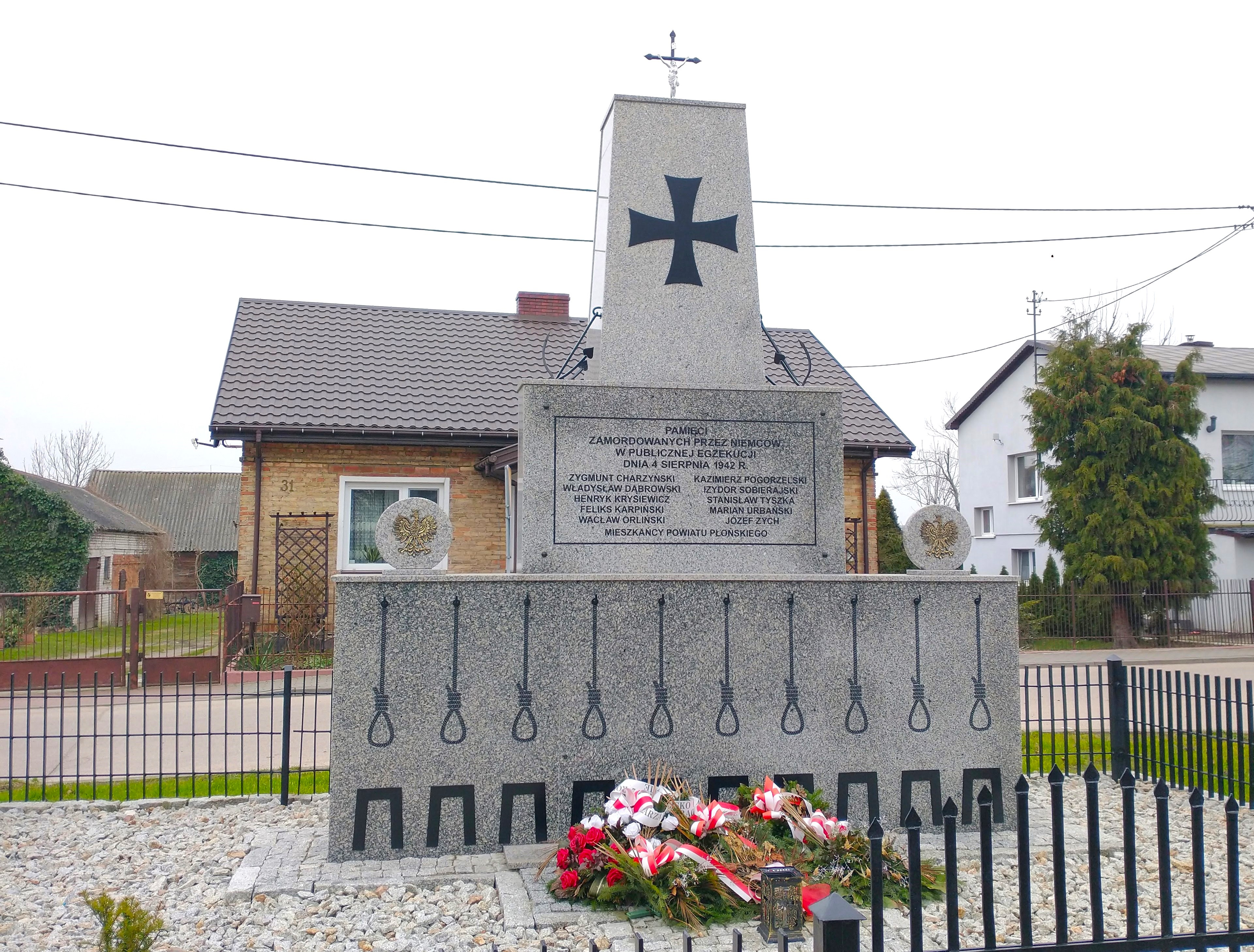
Pomnik upamiętniający egzekucję w Starym Gralewie z sierpnia 1943. Wśród zamordowanych był Feliks Kurpiński albo Karpiński przywieziony z obozu pracy

Obóz pracy w Gralewie (niem. Arbeitserziehungslager Gralewo) – niemiecki nazistowski "wychowawczy" obóz pracy zlokalizowany w okresie okupacji niemieckiej we wsi Stare Gralewo w obecnym powiecie płońskim (Mazowsze), podówczas w rejencji ciechanowskiej.

## Historia
Obóz został założony przez Niemców w listopadzie 1940 na obszarze 3800 m². Przywieziono tu m.in. część więźniów z obozu pracy w Smardzewie koło Sochocina. W początkach istnienia większość więźniów stanowili Żydzi (również kobiety i dzieci, których dalsze losy pozostają nieznane).
Znajdował się w nieistniejącym obecnie drewnianym budynku zlikwidowanej przez Niemców gralewskiej szkoły powszechnej, który ogrodzono drutem kolczastym rozmieszczonym w trzech rzędach. Osadzeni przebywali na parterze, straż na piętrze. Zwykle więźniami obozu było około 150 (120)-200 osób (Polaków i Żydów), natomiast łącznie przez obóz przewinęło się około 5000 ludzi, z których część została rozstrzelana. W sporządzonym 12 października 1945 kwestionariuszu dla Sądu grodzkiego w Płońsku wójt gminy Strożęcin, Mieczysław Nowakowski, wskazał, że w obozie zmarło ośmiu osadzonych. Więźniowie byli zatrudnieni przy budowie drogi z Lutomierzyna do Raciąża. Zamordowanych lub zmarłych z wyczerpania, jak również z powodu obecnych w obozie chorób zakaźnych grzebano tak wewnątrz, jak i na zewnątrz (początkowo na lokalnym cmentarzu, potem, od czasu rządów komendanta Maja, w obozie). Po likwidacji obozu (grudzień 1943) część osób zwolniono, a część przewieziono do niemieckich obozów w innych miejscach.

## Komendanci i strażnicy
Pierwszym komendantem był Gustaw Scheibel (volksdeutsch z Pluskocina). Drugim, od lutego do około 20 września 1941, był nieznany z imienia Maj. Trzecim i ostatnim mianowano Ferdynanda Reinerta, kolejnego volksdeutscha, tym razem wywodzącego się z Mystkowa. Znane są też nazwiska obozowych strażników: Alfred Reinert, Telker, bracia Kellbertz i Bobkowski (oprócz Reinerta z Łaszewa), Bergau (Raciąż), Otto Liick, Adolf Gimpel (Dzierżążnia), Edward Kowalewski (Płońsk), Strelau (Siemiątkowao Koziebrodzkie), Steinegel (Brzeźce), Maletz, Wagner, Radtke (Mystkowo), Hartwig, Muller, Koper, Hinz oraz Lidtke. Wszyscy oni byli volksdeutschami lub kolonistami niemieckimi.

## Warunki
Warunki obozowe były złe. Regulaminu nie podawano do wiadomości osadzonych, a wpajano go biciem i szykanami w trakcie pobytu. Stosowano ścieżki zdrowia wokół budynku, kopniaki, bicie kijami i kolbami karabinowymi. W wyniku tego więźniowie byli posiniaczeni, istniały przypadki gnicia i ropienia głębokich ran, odchodzenia ciała od kości. Panował ponadto głód. Na racje żywnościowe składały się: śniadanie i kolacja (pół kilograma chleba) oraz obiad (miska "zupy" z wody i płatków ziemniaków, brukwi oraz buraków pastewnych). Więźniowie byli nielegalnie dokarmiani przez miejscową ludność w drodze do i z pracy. Podczas tych przemarszów osoby nienadążające były bite kijami i szczute psami. Więźniowie spali na słomianych barłogach, jednak również w nocy dochodziło do szykan i bicia, np. na wartowni.
Były przypadki mordowania ludzi zaraz po przybyciu do obozu. Taki los spotkał m.in. Stanisława Krysiewicza, który został  aresztowany 22 sierpnia 1941 w Dzierżążni i przywieziony do Gralewa bez oka, które wybił mu batem konwojent, strażnik Lidtke. Na placu obozowym był długotrwale bity pasami rzemiennymi i gryziony przez psy. Mimo tego nadal żył i leżał nieprzytomny przez kilka godzin. Niemcy nakazali ostatecznie czterem Żydom napełnić pojemnik do noszenia wapna odchodami z latryny i wylać je na Krysiewicza, który wkrótce zmarł (zwłoki zakopano przy ustępach).
Stosowano odpowiedzialność zbiorową. Świadkowie zrelacjonowali m.in. przypadek, w którym Niemcy oskarżyli więźniów o organizację ucieczki. Karą za to domniemanie był apel, podczas którego wybrano dziesięć osób i ukarano w obecności pozostałych. Kładziono ich na stołkach, jeden z Niemców siadał na głowie karanego, a pozostali smagali go 60-80 razy rzemiennymi biczami. Bestialstwo to powtarzali przez kilkanaście dni.
Praca Polaków polegała na kruszeniu głazów na tłuczeń, zaś Żydów zatrudniano jako siłę pociągową. Podczas pracy stosowano ciągłe obelgi i bicie, np. Tadeusz Ritter, nie mogąc rozkruszyć dużych rozmiarów głazu młotem, został niezwykle okrutnie skatowany przez Niemców (Strelau, Bergau i Talker) bykowcami oraz kolbami, m.in. połamano mu obie ręce i nogi. W sali szkolnej po kilku godzinach stracił przytomność. Opuchniętego i sczerniałego więźnia wydano żonie w stanie agonalnym (został przywieziony na furze ociekającej krwią i wkrótce zmarł).
Szczególnie okrutnie pastwiono się nad Żydami i księżmi. Oprócz szykan i bicia stosowano lżenie i naigrawania. Księdza Zygmunta Nadrowskiego zmuszano do jedzenia mydła, obwożono w "procesji" z miotłą po placu apelowym, kazano śpiewać pieśni łacińskie. Żyda Szulima, który odmówił zjedzenia kiełbasy wieprzowej z przyczyn religijnych, choć był krańcowo wygłodzony, zakatowano bykowcami i pięściami na śmierć. Żyda Kołnierza również zabito w podobny sposób, a nawet pastwiono się nad jego zwłokami. Szczególnie bezwzględnie potraktowano ludzi schwytanych podczas ucieczki w Kozolinie (zbiegło pięciu, dwóch zastrzelono podczas pościgu, trzech schwytano).
Ciała (od czasu zarządu komendanta Maja) grzebano w dołach na terenie obozu, przysypywano wapnem, ale nie zakopywano, w oczekiwaniu na kolejnych zmarłych.

## Upamiętnienie
Po wyparciu Niemców, 4 kwietnia 1945, szczątki niektórych ofiar były ekshumowane. Pochowano je na cmentarzu parafialnym we wspólnej mogile, razem z prochami ofiar egzekucji w centrum Gralewa, która odbyła się 4 sierpnia 1943, w której powieszono m.in. Feliksa Kurpińskiego albo Karpińskiego, więźnia obozu. W 1996 na mogile tej odsłonięto nowy pomnik wykonany przez Jana Stępkowskiego ze Strzegowa. Na miejscu obozu (boisko szkolne) 16 sierpnia 1947, dzięki inicjatywie lokalnej młodzieży, odsłonięto pomnik z figurką Matki Bożej. Na tablicy pamiątkowej wyryto napis o treści: "Królowo Polski módl się za nami. Pokój cieniom Polaków pomordowanych przez Niemców w latach 1939–1945".